# Félix Cazot
Félix Cazot (* 6. April 1790 in Orléans; † 24. Dezember 1857 in Paris) war ein französischer Musikpädagoge und Komponist.
Cazot studierte ab 1804 am Conservatoire de Paris Klavier bei Louis Pradhère, Harmonielehre bei Charles Simon Catel sowie Komposition bei François-Joseph Gossec und François-Joseph Fétis. 1812 gewann er mit der Kantate Madame de la Vallière den premier Second Grand Prix de Rome.
1814 heiratete Cazot die Sängerin Joséphine Armand, die Nichte und Schülerin von Anne-Aimeé Armand, mit der er nach Belgien ging, als sie 1817 ein Engagement am Theater von Brüssel bekam. Er wirkte in Brüssel als Klavierlehrer und veröffentlichte hier Variationen über das Lied Au claire de la lune für Klavier.
Nach Ablauf des Vertrages kehrte Cazot 1826 nach Paris zurück. Hier gründete er eine Klavierschule und veröffentlichte eine Méthode élémentaire de piano.